# Центурион (танк)
Центурион, A41 (на английски: Centurion, A41) е британски среден танк, произвеждан през втората половина на 40-те години на ХХ век. По западните военни класификации е основен боен танк 1-во поколение.
Разработен в периода 1943 – 1944 година, за противопоставяне на германските тежки танкове, в рамките на концепцията „универсален танк“, който трябва да замени съществуващите дотогава пехотни и крейсерски танкове. Първите серийни „Центуриони“ постъпват на служба през 1945 година, вече след края на бойните действия в Европа по време на Втората световна война. Нееднократно е модернизиран, което му позволява да остане в серийно производство до края на 1962 година. Всичко са произведени 4423 танка от този тип, без да се броят машините, базирани на този модел.
„Центурион“ е основната машина в танковия парк на Великобритания, чак до средата на 60-те години, когато е заменен от танк „Чифтен“ (на английски език – Chieftain). Голяма част от танковете „Центурион“, които са снети от въоръжение, са продадени на други страни. Въпреки че не успява да се изправи срещу немските танкове по време на Втората световна война, „Центурион“ участва в много битки. За първи път е използван на бойното поле в Корейската война, в началото на 50-те години. Участва в още много локални конфликти, като войната във Виетнам, Арабско-израелските конфликти и др. В края на 90-те години е снет от въоръжение в почти всички страни, като след 2000 година остава на въоръжение само в ЮАР, а някои машини се използват в Израел.

## Модификации
- Centurion Mk 1 – базова модификация със 76,2-мм оръдие QF 17 pounder, 20-мм картечница „Полстен“. Произведени 100 единици
- Centurion Mk 2 – модификация с картечница BESA вместо използваната дотогава 20-мм, и заманяем купол. Произведени над 700 броя, в периода 1951 – 1952 г., модернизирани до Mk 3
- Centurion Mk 3 – модификация с 83,8-мм оръдие QF 20 pounder.
- Centurion Mk 4 – танк за близка подкрепа на пехотата, обурудван с 95 мм. Гаубица вместо купулно оръдие
- Centurion Mk 5 – модификация със 7,62-мм картечница „Браунинг“ M1919, вместо 7,92-мм BESA, и малко други промени
- Centurion Mk 6 – Mk 5 с установена допълнителна броня и 105 мм. оръдие Royal Ordnance L7
- Centurion Mk 7 – модификация с доработен корпус
- Centurion Mk 8 – модификация с нов купол
- Centurion Mk 9 – модификация с допълнителна броня и 105-мм оръдие Royal Ordance L7
- Centurion Mk 9/1 – вариант с прибори за нощно видждане
- Centurion Mk 9/2 – вариант с 12,7-мм картечница „Броунинг“ M2
- Centurion Mk 10 – Mk 8 със 105-мм оръдие Royal Ordance L7
- Centurion Mk 10/1 – вариант с прибори за нощно видждане
- Centurion Mk 10/2 – вариант с картечница 12,7-мм „Браунинг“ М2HB
- Centurion Mk 11 – преоборудван Mk 6 със заменени картечница „Браунинг“ M1919, с модел „Браунинг“ М2HB, прибори за нощно виждане и оборудване за подводно придвижване
- Centurion Mk 12 – аналогичен на Mk 11, но на основата на Mk 9
- Centurion Mk 13 – аналогичен на Mk 11, но на основата на Mk 10

## Страни на въоръжение
- Австралия (заменен от Леопард 1, който е заменен от М1 Ейбрамс)
- Австрия (бетониран е в бункери)
- Канада (заменен от Леопард 1. Много от танковете са продадени на Израел, след като са преоборудвани с дизелови двигатели. Много от тях все още се използват.)
- Дания (заменен от Леопард 1, който е заменен от Леопард 2)
- Египет
- Индия
- Ирак

- Израел
- Кувейт
- Ливан
- Йордания
- Холандия (заменен от Леопард 1)
- Нова Зеландия
- Сингапур (63 машини „Центурион“ Mk3 и Mk7s са закупени от Индия, през 1975 г., както и няколко от Израел в периода 1993 – 1994, всички машини са преминали модернизация по израелски стандарти и са модифицирани с нови оръдия и дизелови двигатели) [1]
- Сомалиленд[2] (първоначално закупени за ВС на Сомалия)
- ЮАР
- Швеция (заменени от Stridsvagn 122)
- Швейцария (заменен от Леопард 1)
- Великобритания